# Mistrzostwa Świata w Żeglarstwie 2007
2. Mistrzostwa świata w żeglarstwie odbyły się w Cascais w Portugalii w dniach od 28 czerwca do 13 lipca 2007. Organizatorem zawodów była Międzynarodowa Federacja Żeglarska. Podczas imprezy można było zdobyć kwalifikację na XXIX Letnie Igrzyska Olimpijskie w Pekinie, które odbyły się w 2008 r.
Reprezentacja Polski wywalczyła jeden złoty i jeden srebrny medal. Na najwyższym stopniu podium stanęła Zofia Noceti-Klepacka, a drugie miejsce zajął Przemysław Miarczyński. Oboje startowali w klasie RS:X. Polacy zdobyli siedem kwalifikacji olimpijskich. Poza Zofią Noceti-Klepacką i Przemysławem Miarczyńskim na Igrzyska Olimpijskie awans uzyskali także Marcin Czajkowski i Krzysztof Kierkowski w klasie 49er, Mateusz Kusznierewicz i Dominik Życki w klasie Star, Karol Porożyński w klasie Laser, Katarzyna Szotyńska w klasie Laser Radial oraz Wacław Szukiel w klasie Finn.

## Medaliści[4]

### Mężczyźni
| Klasa | Złoto                      | Srebro                       | Brąz                      |
| ----- | -------------------------- | ---------------------------- | ------------------------- |
| RS:X  | Ricardo Santos             | Przemysław Miarczyński       | Nick Dempsey              |
| Laser | Tom Slingsby               | Andrew Murdoch               | Deniss Karpak             |
| 470   | Nathan Wilmot Malcolm Page | Sven Coster Kalle Coster     | Gideon Kliger Udi Gal     |
| Star  | Robert Scheidt Bruno Prada | Xavier Rohart Pascal Rambeau | Iain Percy Andrew Simpson |

### Kobiety
| Klasa        | Złoto                               | Srebro                                  | Brąz                                        |
| ------------ | ----------------------------------- | --------------------------------------- | ------------------------------------------- |
| RS:X         | Zofia Noceti-Klepacka               | Barbara Kendall                         | Jessica Crisp                               |
| Laser Radial | Tatiana Drazdowskaja                | Sari Multala                            | Petra Niemann                               |
| 470          | Marcelien de Koning Lobke Berkhout  | Ingrid Petitjean Nadege Douroux         | Christina Bassadone Saskia Clark            |
| Yngling      | Sarah Ayton Sarah Webb Pippa Wilson | Sally Barkow Carrie Howe Debbie Capozzi | Shirley Robertson Annie Lush Lucy MacGregor |

### Konkurencje otwarte
| Klasa   | Złoto                               | Srebro                               | Brąz                         |
| ------- | ----------------------------------- | ------------------------------------ | ---------------------------- |
| Finn    | Rafael Trujillo                     | Pieter Jan Postma                    | Gašper Vinčec                |
| 49er    | Stevie Morrison Ben Rhodes          | Nico Delle-Karth Nikolaus Resch      | Nathan Outteridge Ben Austin |
| Tornado | Fernando Echavarri Anton Paz Blanco | Carolijn Brouwer Sébastien Godefroid | Mitch Booth Pim Nieuwenhuis  |

## Klasyfikacja medalowa
| Miejsce | Państwo           | Złoto | Srebro | Brąz | Razem |
| ------- | ----------------- | ----- | ------ | ---- | ----- |
| 1.      | Wielka Brytania   | 2     | 0      | 4    | 6     |
| 2.      | Australia         | 2     | 0      | 2    | 4     |
| 3.      | Hiszpania         | 2     | 0      | 0    | 2     |
| 3.      | Brazylia          | 2     | 0      | 0    | 2     |
| 5.      | Holandia          | 1     | 2      | 1    | 4     |
| 6.      | Polska            | 1     | 1      | 0    | 2     |
| 7.      | Białoruś          | 1     | 0      | 0    | 1     |
| 8.      | Francja           | 0     | 2      | 0    | 2     |
| 8.      | Nowa Zelandia     | 0     | 2      | 0    | 2     |
| 10.     | Australia         | 0     | 1      | 0    | 1     |
| 10.     | Belgia            | 0     | 1      | 0    | 1     |
| 10.     | Finlandia         | 0     | 1      | 0    | 1     |
| 10.     | Stany Zjednoczone | 0     | 1      | 0    | 1     |
| 14.     | Estonia           | 0     | 0      | 1    | 1     |
| 14.     | Niemcy            | 0     | 0      | 1    | 1     |
| 14.     | Izrael            | 0     | 0      | 1    | 1     |
| 14.     | Słowenia          | 0     | 0      | 1    | 1     |
| Razem   | Razem             | 11    | 11     | 11   | 30    |